# 58
El año 58 (LVIII) fue un año común comenzado en domingo del calendario juliano, en vigor en aquella fecha.
En el Imperio romano, era conocido como el Año del consulado de César y Mesala (o menos frecuentemente, año 811 Ab urbe condita). La denominación 58 para este año ha sido usado desde principios del período medieval, cuando el Anno Domini se convirtió en el método prevalente en Europa para nombrar a los años.

## Acontecimientos
- En la Hispania romana se produce la sublevación de los astures.[1]
- En el Imperio romano, el emperador Nerón es cónsul por tercera vez (segunda consecutiva).
- El apóstol Pablo es arrestado en Jerusalén por disturbios en el Templo después de Pentecostés y es encarcelado en Cesarea hasta el año 60. Invoca su ciudadanía romana y es enviado a Roma para ser juzgado.[2]
- El Ficus Ruminalis del Monte Palatino empezó a marchitarse, lo que fue interpretado como un mal presagio.[3]